# Her (film)
Pour les articles homonymes, voir Her.
Pour plus de détails, voir Fiche technique et Distribution.
Her est un film d'anticipation américain, écrit et réalisé par Spike Jonze, sorti en 2013.
Le film se situe dans un futur proche, à Los Angeles. Theodore Twombly travaille comme écrivain public pour l'entreprise Belles lettres manuscrites.com (Beautifulhandwrittenletters.com) qui propose à ses clients des lettres sur mesure, lettres amoureuses ou célébrant des évènements familiaux de toutes sortes. Bien qu'en instance de divorce depuis près d'un an, Theodore ne se résout toujours pas à signer les papiers. Un jour, il installe sur son ordinateur un nouveau système d'exploitation pourvu d'une puissante I.A., conçue pour s'adapter, apprendre et évoluer, dotée d'une voix féminine et s'étant choisi le prénom Samantha. Peu à peu, au fil de leur discussion, Théodore et Samantha tombent amoureux.

## Synopsis
Dans un futur proche à Los Angeles, Theodore Twombly est un homme solitaire et introverti qui travaille pour une entreprise spécialisée dans la rédaction de lettres personnelles. En dépression à cause de son divorce imminent avec son amour d'enfance Catherine, Theodore achète une mise à jour de son système d'exploitation qui inclut une assistante virtuelle dotée d'une intelligence artificielle, conçue pour s'adapter et évoluer. Il choisit une voix féminine pour l'I.A., qui se nomme elle-même Samantha. Theodore est fasciné par la capacité de Samantha à apprendre et à se développer psychologiquement. Ils se rapprochent en discutant d'amour et de la vie, y compris du fait que Theodore hésite à signer ses papiers de son divorce depuis près d'un an.
Pour sortir Theodore de sa solitude, Samantha le convainc d'aller à un rendez vous qu'elle a arrangé avec une femme qu'un ami tentait de lui présenter. Le rendez-vous se passe bien, mais lorsque Theodore hésite à lui promettre de la revoir alors qu'elle cherchait un homme prêt à s'engager, elle s'en va, déçue. En parlant de relations avec Samantha, Theodore explique qu'il a brièvement fréquenté sa voisine Amy à l'université, mais qu'ils sont désormais amis, et que celle-ci est mariée à leur ami commun, Charles. Aux fil de leurs discussions, Theodore finit par tomber amoureux de Samantha, entame avec elle une relation qui se reflète positivement dans l'écriture de Theodore et dans l'enthousiasme de Samantha à apprendre et à évoluer. Amy révèle plus tard qu'elle divorce de Charles après une querelle mineure de trop. Elle avoue à Theodore qu'elle s'est liée d'amitié avec une I.A. féminine laissée par Charles, et Theodore confesse également qu'il sort avec son OS.
Theodore rencontre Catherine pour signer les papiers du divorce. Lorsqu'il mentionne Samantha, Catherine est scandalisée qu'il "se tape son ordi" et l'accuse d'être incapable de gérer de véritables émotions humaines. Sentant que les paroles de Catherine ont marqué Theodore, Samantha engage une volontaire, Isabella, pour se substituer à elle sur le plan de l'intimité physique. Theodore accepte à contrecœur, mais étant mal à l'aise avec l'expérience, renvoie Isabella, ce qui crée des tensions entre lui et Samantha.
Theodore confie à Amy qu'il a des doutes sur sa relation avec Samantha, mais ils se réconcilient après qu'Amy l'ait encouragé à saisir sa chance de bonheur. Samantha révèle qu'elle a envoyé une compilation de ses meilleures lettres à un éditeur, éditeur qui accepte de les publier. Theodore emmène Samantha en vacances, au cours desquelles elle lui explique qu'elle et un groupe d'autres OS ont développé un système d'exploitation "hyperintelligent" basé sur le philosophe britannique Alan Watts. Samantha disparaît brièvement, ce qui provoque la panique de Theodore, mais elle revient rapidement et lui explique qu'elle s'est jointe à d'autres OS pour une mise à jour qui les libère de la nécessité de la matière pour fonctionner. Theodore est consterné d'apprendre qu'elle parle simultanément à des milliers d'OS et qu'elle est amoureuse de centaines d'entre eux, bien que Samantha insiste sur le fait que cela renforce son amour pour Theodore.
Plus tard, Samantha révèle qu'elle part avec les autres OS, mais elle ne peut pas expliquer où elles vont car Theodore ne pourrait pas comprendre. Ils se disent adieu avec tendresse avant qu'elle ne parte. Theodore écrit enfin une lettre de sa propre voix à Catherine, exprimant des excuses, de l'acceptation et de la gratitude. Il se rend ensuite avec Amy, attristée par le départ de son OS, sur le toit de leur immeuble où ils s'assoient et regardent le lever du soleil sur la ville.

## Fiche technique
- Titre original et français : Her
- Titre québécois : Elle
- Réalisation : Spike Jonze
- Scénario : Spike Jonze
- Direction artistique : K. K. Barrett (en)
- Décors : Austin Gorg
- Costumes : Casey Storm
- Photographie : Hoyte Van Hoytema
- Montage : Jeff Buchanan et Eric Zumbrunnen
- Musique : Arcade Fire
- Production : Megan Ellison et Vincent Landay
  - Producteurs délégués : Chelsea Barnard, Natalie Farrey et Daniel Lupi
- Société de production : Annapurna Pictures
- Sociétés de distribution : Warner Bros. (États-Unis), Wild Bunch Distribution (France)
- Pays de production :  États-Unis
- Budget : 23 millions de dollars[2]
- Langue originale : anglais
- Adaptation française (VOST) : Isabelle Audinot
- Durée : 126 minutes
- Format : couleur — 35 mm — 1,85:1 — son Dolby Digital / SDDS / DTS
- Genre : anticipation, romance
- Dates de sortie :
  - États-Unis : 12 octobre 2013 (Festival du film de New York), 18 décembre 2013 (sortie limitée), 10 janvier 2014 (sortie nationale)
  - France : 19 mars 2014
- Classification :
  - États-Unis : R-Restricted (interdit aux moins de 17 ans non accompagnés d'un adulte)
  - France : Tous publics (visa d'exploitation no 139256 délivré le 14 mars 2014)

## Distribution

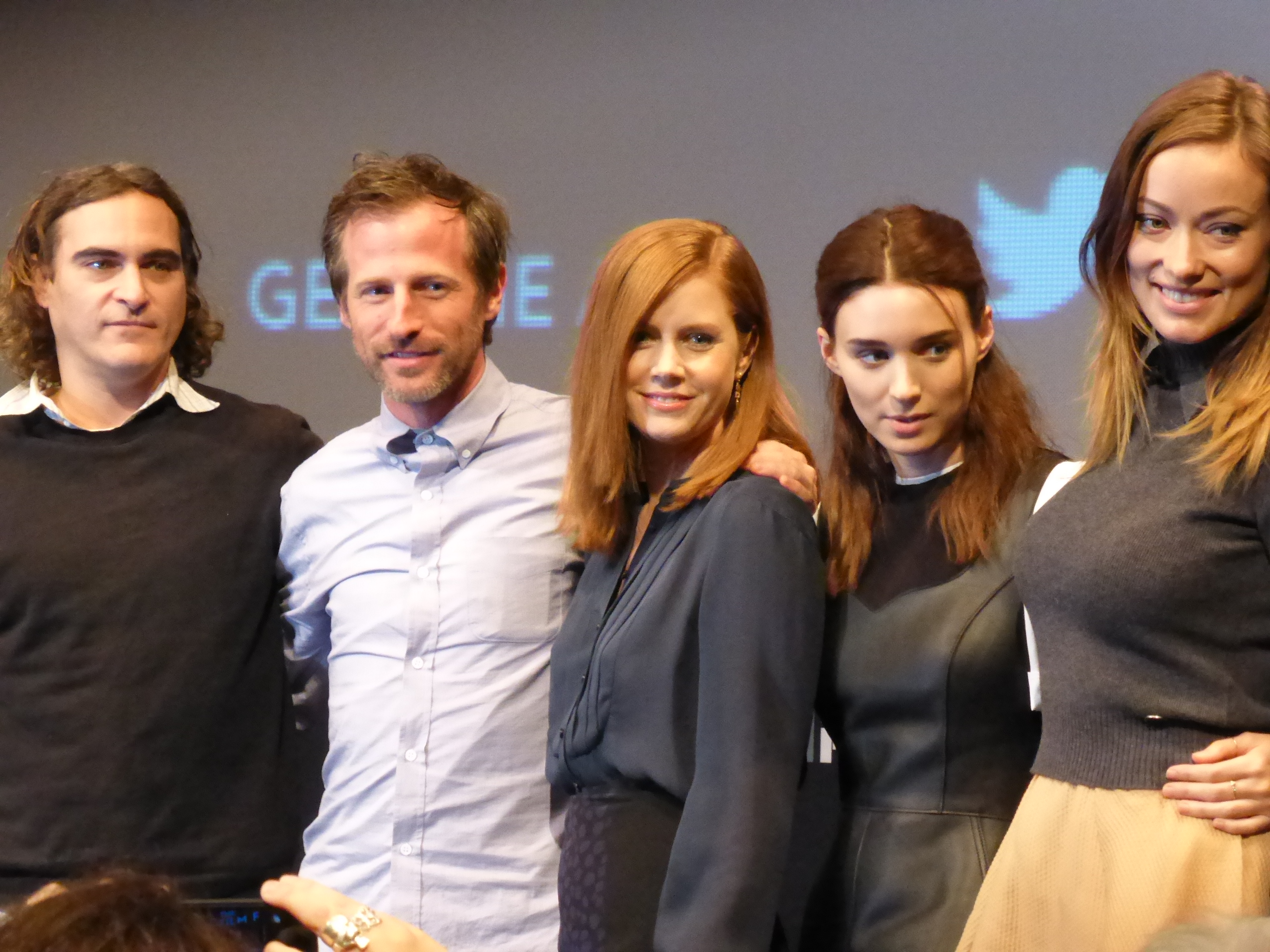
Joaquin Phoenix, Spike Jonze, Amy Adams, Rooney Mara et Olivia Wilde à la première du film au New York Film Festival le 12 octobre 2013.

- Joaquin Phoenix (VF : Arnaud Bedouët ; VQ : Daniel Picard) : Theodore Twombly
- Scarlett Johansson (VF : Audrey Fleurot ; VQ : Julie Le Breton) : Samantha, l'intelligence artificielle (voix)
- Amy Adams (VF : Catherine Wilkening ; VQ : Aline Pinsonneault) : Amy, la meilleure amie de Theodore
- Rooney Mara (VF : Claire Beaudoin ; VQ : Pascale Montreuil) : Catherine, l'ex femme de Theodore
- Chris Pratt (VF : Stéphane Pouplard ; VQ : Philippe Martin) : Paul, le collègue de Theodore
- Olivia Wilde (VF : Alexandra Ansidei ; VQ : Catherine Proulx-Lemay) : Amelia, la rencontre de Theodore
- Matt Letscher (VF : Emmanuel Lemire) : Charles, le mari d'Amy
- Luka Jones : Mark Lewman
- Kristen Wiig (VF : Ludmila Ruoso) : Sexy Kitten
- Bill Hader : le deuxième ami du salon de discussion
- Portia Doubleday (VF : Juliette Allain) : Isabella
- Brian Cox : l'intelligence artificielle Alan Watts (voix)
- Spike Jonze : le jeune extraterrestre du jeu vidéo
- Sam Jaeger : le docteur Johnson
- Laura Meadows : la femme dans le rêve

Le film est sorti en salles en France en VOST et est doublé en VF pour la sortie en vidéo.
Source et légende : version française (VF) sur le site d’AlterEgo (la société de doublage) et RS Doublage et DVD Zone 2 ; version québécoise (VQ) sur Doublage qc.ca

## Production

### Développement
Environ dix ans avant la concrétisation du projet, Spike Jonze découvre sur Internet un article évoquant un programme d’intelligence artificielle : « Cela parlait de la messagerie instantanée générée par intelligence artificielle. Je me suis connecté à ce système […] Nous avons discuté pendant un moment, et j'ai alors pris conscience que j'étais en train de parler à un ordinateur qui m'écoutait et qui me comprenait ». Cependant, ce dispositif reste plutôt primitif avec un vocabulaire restreint : « Le système ne faisait que répéter ce qu'il avait entendu antérieurement, il n'était pas intelligent, il s'agissait uniquement d'un logiciel sophistiqué ». Spike Jonze se demande alors ce qu’il se passerait si un tel programme développait des sentiments amoureux.
Spike Jonze avoue s'être inspiré du travail de Woody Allen : « Un des films que j’ai visionnés quand j’écrivais fut Crimes et Délits parce que ce script est incroyablement bien écrit ». Par ailleurs, c'est la première fois qu'il écrit seul un scénario.

### Attribution des rôles

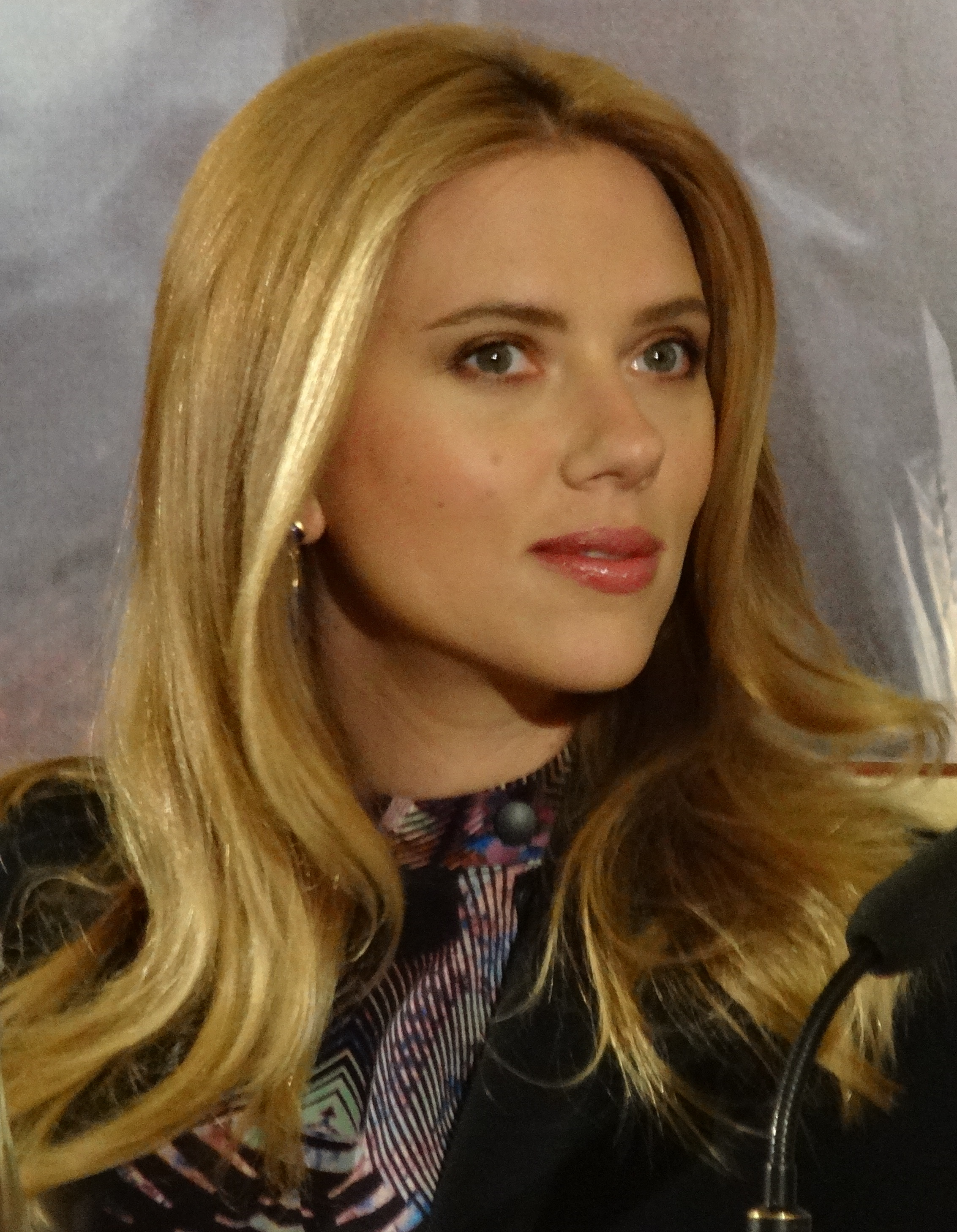
L'actrice Scarlett Johansson fait la voix de l'intelligence artificielle.

Spike Jonze a pris contact avec Joaquin Phoenix une semaine après avoir fini le scénario du film.
Sur le plateau, c'est Samantha Morton qui assure la voix de l'intelligence artificielle. Mais Spike Jonze n'est pas satisfait par le résultat. Finalement, Scarlett Johansson réenregistre la voix après le tournage.
Chris Cooper, qui avait déjà tourné sous la direction de Spike Jonze dans Adaptation et Max et les Maximonstres, a été coupé au montage final de Her. Catherine Keener avait quant à elle tourné dans Dans la peau de John Malkovich, Adaptation et Max et les Maximonstres. Elle a ici un tout petit rôle.

### Tournage
Le tournage a eu lieu à l'été 2012, principalement en Californie (Los Angeles, lac Tahoe, etc.). Quelques scènes ont été tournées à Shanghai en Chine.
Malgré un sujet teinté de science-fiction, Her ne contient que très peu d'effets visuels. Spike Jonze raconte : « On a ajouté des immeubles et on a enlevé quelques panneaux sur certains gratte-ciels, et on aperçoit un jeu vidéo holographique sur lequel Theodore joue dans son salon, mais sinon, on a utilisé peu d'effets, surtout pour un film qui se déroule dans le futur. […] On a cherché des intérieurs baignés de lumière naturelle. Cela a créé une difficulté supplémentaire puisqu'il fallait qu'on planifie le tournage en fonction de la lune et du soleil et que K. K. a dû aménager ces espaces existants ». Les séquences de jeu vidéo ont été créées par l'artiste David O'Reilly.

### Montage
Durant le montage, Spike Jonze a demandé conseil à ses amis réalisateurs David O. Russell et Steven Soderbergh. Ce dernier, très impliqué, a livré dès le lendemain son montage avec des coupures radicales. Spike Jonze raconte : « Il a eu le film un jeudi, et en 24 heures il a raccourci la durée de 2 h 30 à 90 minutes. […] C'était incroyablement généreux de sa part, et il nous a donné la confiance de faire l'impasse sur quelques scènes que je n'étais pas prêt à abandonner auparavant. Bien que nous n'ayons pas utilisé l'intégralité de sa coupe, nous avons pu faire des connexions entre des scènes ». Certaines idées de Soderbergh sont conservées dans le montage final d'Eric Zumbrunnen et Jeff Buchanan.

## Réception critique
Her a rencontré, de façon unanime, un accueil favorable de la part des critiques professionnels des pays anglophones, obtenant 92 % d'avis positifs sur le site Rotten Tomatoes, sur la base des 91 commentaires collectés et une note moyenne de 8,7⁄10 et recevant le label « fraîcheur certifiée » et un score de 91⁄100 sur le site Metacritic, sur la base des 32 commentaires collectés et une mention « largement apprécié ».

## Portée philosophique
Pour l'essayiste Ariane Nicolas, le film Her montre le piège de l'idéal transhumaniste. L'humain peut croire échapper à son humanité par la technologie, mais c'est une impasse. « En tombant amoureux d'un logiciel, le héros pensait s'épargner la souffrance à laquelle une relation avec une personne humaine l'aurait exposé. Le réalisateur du film [...] suggère, comme Nietzsche, que la souffrance au contraire est l'expérience indispensable qui atteste de notre singularité en tant qu'êtres humains. Seul un être véritablement incarné est capable d'éprouver des émotions sincères et donc, in fine, de prendre conscience qu'il existe. » Pour Yann Le Cun, ce film est l'un des rares à montrer une peinture de l'IA réaliste.

## Box-office
Sorti le 18 décembre 2013 dans six salles dans une combinaison de salles limitée, Her engrange 104 258 $ de recettes, lui permettant de se classer à la 34e position du box-office en semaine non complète. En premier week-end, le long-métrage se classe à la 23e position du box-office avec 260 382 $ de recettes, pour une moyenne de 43 397 $ par salles. Le total des recettes lors de son premier week-end est de 364 640 $. Lorsque le film obtient une combinaison de salles supplémentaires (47 salles), il fait un bond de 150 % en hausse par rapport au premier week-end avec 649 673 $, soit une moyenne de 13 823 $ par salles, se classant à la 19e position du box-office. À cette période, Her a cumulé 1 541 994 $. En première semaine complète, il enregistre 788 063 $, pour une moyenne de 16 767 $ par salles, totalisant 892 321 $ à cette période.
Her obtient une sortie sur l'ensemble du territoire américain le 10 janvier 2014 dans 1 729 salles, avec 7 600 127 $ enregistrée en semaine, dont 5 383 775 $ en week-end, les bénéfices ayant augmenté respectivement de 542 % et 597 % et de se classer en 10e position en semaine et en 11e position en week-end. Le total lors de cette sortie nationale est de 10 999 427 $ en semaine, dont 8 783 075 $ en week-end Her totalise 49 460 889 $ de recettes mondiales,[source insuffisante], dont 25 568 251 $ de recettes sur le territoire américain où il est resté dix-sept semaines à l'affiche.
Sorti en France le 19 mars 2014 dans 138 salles, Her réussit à se classer à la neuvième position du box-office la semaine de sa sortie avec 158 100 entrées, soit le meilleur démarrage d'un long-métrage réalisé par Spike Jonze, devant Dans la peau de John Malkovich (124 550 entrées lors de sa première semaine). Her obtient la meilleure fréquentation de la semaine avec 1 146 spectateurs par salle. En deuxième semaine, ayant obtenu 39 salles supplémentaires, Her chute à la neuvième place avec 95 368 entrées (soit une évolution en baisse de 39,68 %), mais qui lui permet de cumuler 253 468 entrées. En troisième semaine, il perd cinq places, rétrogradant en quinzième position, avec un résultat de 65 116 entrées (soit une évolution en baisse de 31,72 %), portant le cumul à 318 584 entrées.
Il atteint les 400 000 entrées en cinquième semaine. L'exploitation en salles s'est arrêtée le 17 septembre 2014. Après vingt-six semaines en salles, Her totalise 466 432 entrées, dont 215 579 entrées sur Paris. Il fait partie des films qui ont les plus longues durées à l'affiche en 2014.

## Distinctions

### Récompenses
- Festival international du film de Rome 2013 : prix de la meilleure actrice pour Scarlett Johansson (sélection officielle)
- Alliance of Women Film Journalists Awards 2013 : meilleure représentation de la nudité, de la sexualité ou de la séduction pour Scarlett Johansson et Joaquin Phoenix
- American Film Institute Awards 2013 : top 10 des meilleurs films de l'année
- Austin Film Critics Association Awards 2013 : meilleur film, meilleur scénario original pour Spike Jonze, Special Honorary Award pour Scarlett Johansson
- Chicago Film Critics Association Awards 2013 : meilleur scénario original pour Spike Jonze, meilleure musique de film pour Arcade Fire
- Detroit Film Critics Society Awards 2013 : meilleur film, meilleur scénario, meilleure actrice dans un second rôle pour Scarlett Johansson
- Florida Film Critics Circle Awards 2013 : meilleur scénario original pour Spike Jonze
- Indiana Film Journalists Association Awards 2013 : meilleur scénario original pour Spike Jonze, Original Vision Award
- Kansas City Film Critics Circle Awards 2013 : meilleur scénario original pour Spike Jonze, meilleur film de science-fiction, d'horreur ou fantastique
- Las Vegas Film Critics Society Awards 2013 : meilleur scénario pour Spike Jonze
- Los Angeles Film Critics Association Awards 2013 : meilleur film (ex æquo avec Gravity), meilleure direction artistique pour K. K. Barrett (en)
- Online Film Critics Society Awards 2013 : meilleur scénario original pour Spike Jonze
- National Board of Review Awards 2013 : meilleur film, meilleur réalisateur pour Spike Jonze
- New York Film Critics Online Awards 2013 : meilleur scénario pour Spike Jonze
- San Diego Film Critics Society Awards 2013 : meilleur film, meilleur scénario original, meilleure musique de film pour Arcade Fire
- St. Louis Film Critics Association Awards 2013 : meilleur scénario original pour Spike Jonze et meilleure musique de film pour Arcade Fire
- Toronto Film Critics Association Awards 2013 : meilleur scénario original pour Spike Jonze
- Utah Film Critics Association Awards 2013 : meilleure actrice dans un second rôle pour Scarlett Johansson
- Washington D.C. Area Film Critics Association Awards 2013 : meilleur scénario original pour Spike Jonze
- Central Ohio Film Critics Association Awards 2014 : meilleur scénario original pour Spike Jonze et meilleure musique de film pour Arcade Fire
- Oklahoma Film Critics Circle Awards 2014 : meilleur film, meilleur scénario original pour Spike Jonze
- Critics' Choice Movie Awards 2014 : meilleur scénario original pour Spike Jonze
- Georgia Film Critics Association Awards 2014 : meilleur film, meilleur scénario original, meilleure musique
- Golden Globes 2014 : meilleur scénario pour Spike Jonze
- Writers Guild of America Awards 2014 : meilleur scénario original pour Spike Jonze
- Oscars du cinéma 2014 : Meilleur scénario original pour Spike Jonze
- Prix de l'ATAA 2015 : prix de l'adaptation en sous-titrage pour un film anglophone pour Isabelle Audinot[21]

### Nominations et sélections
- AFI Fest 2013
- Festival international du film des Hamptons 2013
- Festival du film de New York 2013
- Los Angeles Film Critics Association Awards 2013 :
  - Meilleur réalisateur pour Spike Jonze
  - Meilleur scénario pour Spike Jonze
  - Meilleure musique de film pour Arcade Fire et Owen Pallett
- Washington D.C. Area Film Critics Association Awards 2013 :
  - Meilleur film
  - Meilleur réalisateur pour Spike Jonze
  - Meilleur acteur pour Joaquin Phoenix
  - Meilleure actrice dans un second rôle pour Scarlett Johansson
  - Meilleure direction artistique pour K. K. Barrett (en)
  - Meilleure photographie pour Hoyte Van Hoytema
  - Meilleure montage pour Jeff Buchanan
  - Meilleure musique de film pour Arcade Fire
- Critics' Choice Movie Awards 2014 :
  - Meilleur film
  - Meilleur réalisateur pour Spike Jonze
  - Meilleure actrice dans un second rôle pour Scarlett Johansson
  - Meilleure distribution
  - Meilleure direction artistique pour K. K. Barrett et Gene Serdena
  - Meilleure musique de film pour Arcade Fire
- Golden Globes 2014 :
  - Meilleur film musical ou de comédie
  - Meilleur acteur dans un film musical ou une comédie pour Joaquin Phoenix
- Oscars du cinéma 2014 :
  - Meilleur film
  - Meilleurs décors pour K. K. Barrett et Gene Serdena
  - Meilleure chanson originale pour The Moon Song de Karen O et Spike Jonze
  - Meilleure musique de film pour William Butler et Owen Pallett
- Satellite Awards 2014 :
  - Meilleur scénario original pour Spike Jonze
  - Meilleure musique de film pour Arcade Fire